# Witold Paszt
Witold Stefan Paszt (ur. 1 września 1953 w Zamościu, zm. 18 lutego 2022 tamże) – polski piosenkarz, założyciel i wokalista zespołu Vox.

## Życiorys
Ukończył szkołę muzyczną w Zamościu. Studiował na Wydziale Wychowania Muzycznego Uniwersytetu Marii Curie-Skłodowskiej w Lublinie, ale studiów nie ukończył.
Karierę muzyczną rozpoczął w 1977 w założonej przez siebie grupie Victoria Singers. W 1978 założył zespół Vox, z którym wydał kilka albumów: Vox (1979), Monte Carlo Is Great (1981), Sing, sing, sing (1986), Vox 2 (1989), Największe przeboje (1993), The Best of Vox (1994), Cudowna podróż (1996) i Moda i miłość (1998). Był to męski kwartet wokalny występujący w składzie: Andrzej Kozioł, Ryszard Rynkowski (rozpoczął karierę solową w 1987) oraz kuzyni: Witold Paszt i Jerzy Słota. Zagrali dziesiątki koncertów w Polsce, a także koncertowali m.in. w Holandii, Szwecji, Stanach Zjednoczonych oraz na Kubie.
Na początku XXI w. rozpoczął karierę solową, nie przerywając jednak współpracy z grupą Vox. 9 czerwca 2001 wydał jedyny solowy album studyjny pt. Jak słońce utrzymany w konwencji muzyki pop i pop-rock. Wiosną 2005 w parze z Anną Głogowską zajął drugie miejsce w finale pierwszej edycji programu rozrywkowego TVN Taniec z gwiazdami. W kolejnych latach pojawił się gościnnie w serialu Klinika samotnych serc (2005) i filmie Planeta singli 2 (2018), wcielił się także w postać Króla Cyganów w telewizyjnym filmie Wesele w kurnej chacie (2016) i Gézę Kalocsaya w filmie Gwiazdy (2017). W latach 2021–2022 był jednym z trenerów drugiej i trzeciej edycji programu The Voice Senior w TVP2; trzecią edycję programu wygrał przedstawiciel jego drużyny Krzysztof Prusik.

## Życie prywatne
Był żonaty z Martą Paszt z Hamerskich (1954-2018), z którą miał dwie córki (Aleksandrę i Natalię). Miał dwoje wnucząt: Nadię (ur. 2020) i Macieja. Mieszkał w Zamościu, gdzie był również właścicielem Hotelu Senator na Starym Mieście. Był kuzynem Jerzego Słoty.
Był członkiem honorowego komitetu poparcia Bronisława Komorowskiego przed przyspieszonymi wyborami prezydenckimi w 2010 oraz przed wyborami prezydenckimi w 2015.
Zmarł 18 lutego 2022 w wyniku komplikacji związanych z trzykrotnym przebyciem choroby COVID-19. 18 marca 2022 prochy artysty spoczęły na cmentarzu komunalnym w Zamościu.

## Dyskografia

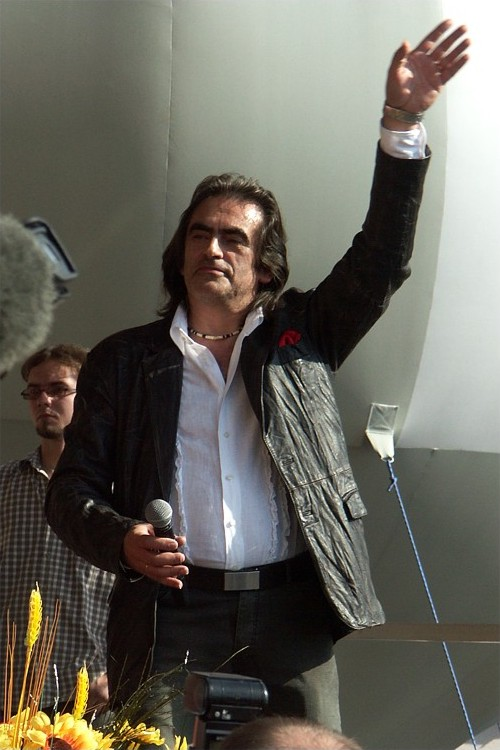
Witold Paszt jako konferansjer podczas Miss World Zamość (2006)

### Albumy solowe
- Jak słońce (2001)

### Vox
- Vox (1979)
- Monte Carlo Is Great (1981)
- Sing, sing, sing (1986)
- Vox 2 (1989)
- Największe przeboje (1993)
- The Best of Vox (1994)
- Cudowna podróż (1996)
- Moda i miłość (1998)

## Filmografia
- 2005: Klinika samotnych serc jako on sam
- 2016: Wesele w kurnej chacie jako Król Cyganów
- 2017: Gwiazdy jako Géza Kalocsay
- 2018: Planeta singli 2 jako on sam